# Chiguaza
Chiguaza ist eine Ortschaft und die einzige Parroquia rural („ländliches Kirchspiel“) im Kanton Huamboya der ecuadorianischen Provinz Morona Santiago. Die Parroquia besitzt eine Fläche von 479,3 km². Beim Zensus 2010 wurden 5928 Einwohner gezählt. In dem Gebiet lebt die indigene Volksgruppe der Shuar.

## Lage
Die Parroquia Chiguaza liegt in der vorandinen Zone am Rande des Amazonasbeckens. Das Gebiet besitzt eine Längsausdehnung in Ost-West-Richtung von knapp 44 km sowie eine Breite von etwa 17 km. Es liegt in Höhen zwischen 620 m und 1980 m. Ein Großteil des Areals wird über den Río Chiguaza und dessen Zuflüsse nach Osten zum Río Pastaza entwässert. Der Río Chiguaza und dessen linker Nebenfluss Río Tuna begrenzen das Areal im Norden. Im Osten reicht die Parroquia bis zum Río Pastaza sowie zum Oberlauf des Río Macuma. Der etwa 1020 m hoch gelegene Hauptort Chiguaza, auch San Pedro de Chiguaza, befindet sich 11 km südlich vom Kantonshauptort Huamboya sowie knapp 33 km nordnordöstlich der Provinzhauptstadt Macas. Die Fernstraße E45 (Macas–Puyo) durchquert das Verwaltungsgebiet in nordöstlicher Richtung und führt dabei südöstlich an Chiguaza vorbei.
Die Parroquia Chiguazaa grenzt im äußersten Osten an die Provinz Pastaza mit der Parroquia Simón Bolívar (Kanton Pastaza) sowie an die Parroquia Macuma (Kanton Taisha), im Süden an die Parroquias Cuchaentza, Sevilla Don Bosco und Sinaí (alle drei im Kanton Morona), im Nordwesten an den Kanton Pablo Sexto sowie im Nordosten an die Parroquia Huamboya.

## Geschichte
Die Parroquia wurde am 5. Januar 1921 gegründet (Registro Oficial N° 96). Am 2. Januar 1992 wurde die Parroquia Teil des neu geschaffenen Kantons Huamboya.